# Enemies Closer
Enemies Closer, distribuito in Italia anche col titolo Enemies Closer - Nemici giurati, è un film d'azione direct-to-video del 2013 diretto da Peter Hyams, che ha per interpreti principali Jean-Claude Van Damme e Tom Everett Scott.

## Trama
Un aereo che trasporta un carico misterioso si schianta contro un lago vicino al confine tra Stati Uniti e Canada . Un gruppo di ufficiali dell'immigrazione e delle dogane americani (ICE) si prepara per una perquisizione dell'aereo e del suo carico ma vengono attaccati e uccisi da un equipaggio criminale - con indosso uniformi canadesi Mounties - il cui leader è un uomo di nome Xander. I criminali devono completare il loro compito entro quattro ore prima dell'arrivo del prossimo turno di agenti ICE.
L'ex Navy SEAL Henry Taylor è una guardia forestale della King's Island vicino al confine, dove gestisce la stazione dei Ranger, che è anche il centro visitatori. L'unico altro residente, il signor Sanderson, è un uomo anziano e pieno di risentimento sul quale Henry raramente controlla. Mentre controlla i sentieri vicini, Henry trova una donna ferita di nome Kayla. La riporta nella sua cabina e lei inizia a flirtare con lui. La accompagna alla sua canoa, e lei lo invita a cena più tardi quella sera attraverso il lago. Nel frattempo, Xander e i suoi uomini rubano una barca, uccidendo il proprietario e scaricando il corpo nell'immondizia.
Mentre Henry si sta cambiando, un uomo sconosciuto bussa alla porta, sostenendo di aver arenato la sua barca sull'isola e sta cercando aiuto. Henry lo lascia entrare, ma nota il suo strano comportamento e un tatuaggio sul braccio destro. L'uomo, di nome Clay, colpisce Henry con una pistola e gli dice che suo fratello minore Decker era un SIGILLANTE sotto il suo comando e che era stato ucciso in servizio. Clay aveva sentito che Decker era stato abbandonato dal suo ufficiale in comando e voleva che Henry pagasse la sua morte. Henry risponde spiegando che sono stati presi in un'imboscata e si è ritirato presto per evitare di rischiare la vita di più uomini. Proprio in quel momento, Kayla chiama il telefono di Henry, dicendogli che è in ritardo. Clay spara al telefono e Henry coglie l'occasione per attaccare Clay, che si dimostra un abile combattente e, dopo una dura lotta, alla fine colpisce Herny facendogli perdere i sensi. Lo trascina in un campo vicino e gli dà una pistola, ordinandogli di spararsi. Henry rifiuta e dice che la morte di Decker non è stata colpa sua. Proprio mentre Clay sta per sparare a Henry stesso, Xander ed i suoi uomini si presentano sulla loro barca, dichiarando di essere agenti dell'ICE e mettendo in discussione la loro presenza. Henry vede attraverso l'abuso e corre. Gli uomini di Xander gli sparano, ma Clay spara indietro e riesce a disabilitare il sub. Gli spari vengono ascoltati da due veri agenti ICE che sono stati fortunati a non essere stati in ufficio quando Xander ha attaccato il posto. Stanno indagando sulla morte dei loro partner quando gli spari li avvertono. Xander determina che il suo sub non sopravviverà e lo soffoca a morte. Riconosce Henry come ex militare, e decide di costringerlo ad agire come subacqueo in modo che possano recuperare il contenuto dell'aereo, una grande spedizione di eroina.
Due uomini di Xander arrivano nella cabina di Henry e non trovano nessuno. Su ordine di Xander, affondano la sua barca. Henry, nel frattempo, va a cercare il suo kayak nascosto, ma viene intercettato da un altro degli uomini di Xander, che spara al kayak. L'assalitore, tuttavia, viene successivamente sconfitto e perde conoscenza. Mentre cammina, Henry spiega a Clay che i canadesi che li inseguono sono spacciatori che avevano un addestramento militare, ma Clay lo rimprovera di non parlare più di suo fratello. Xander in seguito uccide gli agenti ICE uno per uno mentre cercano di fuggire. Mentre gli altri scagnozzi di Xander cercano Henry e Clay, i due uomini cercano rifugio irrompendo nella casa di Sanderson. Sanderson inizialmente si oppone alla richiesta di aiuto, ma in seguito si arrende quando gli dicono che lui e loro sono gli obiettivi dei croupier mentre la sua casa viene colpita. Disperato, dice loro di scappare dalla porta sul retro rimanendo indietro.
Più tardi Sanderson viene ferito mentre cerca di scacciare Xander e i suoi uomini, poi viene catturato. Xander gli fa domande sulla posizione di Henry e Clay, ma quando Sanderson non riesce a rispondere correttamente alle loro domande, lo accoltella a morte. Ricorda a Henry di dargli la scorta di eroina o la sua famiglia morirà. Nella foresta, Henry accende un falò gigante come diversivo e poi si allontana. L'aggressore che ha sparato al kayak di Henry in seguito si sveglia e attacca Clay, che poi lo uccide con un sasso. Quando Saul, l'uomo di Xander, trova Henry, si impegnano in un combattimento. Sembra che Henry stia perdendo la lotta, ma è aiutato da Clay che pugnalò Saul al collo. I due uomini quindi cercano di trovare Xander dopo aver tirato fuori un altro scagnozzo da una trappola esplosiva e, dopo averlo interrogato, Clay gli dà un pugno per stordirlo.
Nel frattempo, Kayla ritorna dopo che Henry non riesce a incontrarla per cena. Xander la cattura e chiede a Henry di consegnargli la droga. Anche Henry viene catturato e supplica Xander di non farle del male mentre viene condotto alla barca. Kayla è trattenuta a punto di coltello, e successivamente a pistola, con la bocca imbavagliata con una striscia di nastro adesivo. Viene quindi legata con del nastro adesivo in bocca. Sconosciuto sia a Henry che a Clay, Kayla è sempre stata dalla parte di Xander e cerca di nascondere il suo coinvolgimento fingendo di essere la fidanzata di Henry e usando la sua cattura come stratagemma per raggiungere Henry. Xander rivela di essere stato un soldato come Henry a bordo della barca, solo che è andata male. Quando Clay trova Kayla per salvarla, assalta e alla fine sottomette il suo rapitore. Mentre Clay scioglie Kayla e rimuove la striscia di nastro adesivo che è stata usata per imbavagliare la bocca, mostra il suo tradimento quando punta la pistola su Clay, dicendo che Xander l'ha pagata per tenere fuori dalle sue attività chiunque. Sentendosi confuso, la sfida a sparargli, quindi salta in acqua per salvarsi quando lei gli apre il fuoco, poi lo cerca. Mentre la polizia forestale viene a chiedere a Kayla dove si trova Henry e cosa sia realmente successo, lei dice che è appena arrivata e vuole pescare al mattino e quando Clay torna e urla ai due poliziotti cercando di avvertirli, è troppo tardi perché la ragazza li uccide entrambi. Clay e Kayla lottano ma alla fine l'uomo la mette fuori combattimento con una pistola. Henry riesce a trovare l'eroina. Kayla in seguito si sveglia e mentre Clay la tiene sotto tiro, Xander le dice sul ricetrasmettitore di incontrarlo e recuperare le droghe, e in cambio, lei lo convince falsamente che Clay è stato affrontato.
Mentre Henry accompagna Xander a terra, Kayla gli chiede aiuto, ancora sotto tiro; Clay comunica il suo tradimento ad Henry, urlando contro di lui per far cadere la pistola, inutilmente. I cattivi reagiscono mentre Kayla e Clay lottano, ma lui la lascia andare per affrontare Xander. Successivamente, Kayla tenta di strangolare Henry, ma riesce a sopraffarla. Xander sottomette Clay pugnalandolo a una gamba. Henry sfida Xander a inseguirlo e prendere la droga. Quando Xander si rende conto che Kayla non è in grado di far fuori Henry, le spezza il collo. I due uomini combattono nella foresta. Cadono da un albero e in seguito continuano a combattere sulla barca di Xander. Xander tenta di colpire Henry, che è appeso alla barca, con un'ancora ma colpisce il serbatoio del carburante, perdendolo durante il tragitto. Henry prende un razzo segnalatore e lo accende, quindi lo lancia sul sentiero della barca. La barca esplode, uccidendo Xander e bruciando la scorta. Clay quindi attinge Henry, che dimentica che Kayla è morta, dalla riva.

## Produzione
Si tratta di un film girato low-budget di 5 milioni di dollari.

## Distribuzione
Il film è uscito direct to video negli USA il 16 marzo del 2014, mentre in Italia è arrivato il 21 settembre dello stesso anno.

## Curiosità
- Per Jean-Claude Van Damme è il secondo film in cui interpreta il ruolo dell'antagonista principale, dopo I mercenari 2.
- È inoltre la terza collaborazione tra l'attore e il regista Peter Hyams, dopo Timecop - Indagine dal futuro (1994) e A rischio della vita (1995).

## Accoglienza
Il film ha ricevuto buone recensioni dalla critica. Sul sito Rotten Tomatoes detiene un indice di gradimento del 79% basato su 14 recensioni professionali. Su Metacritic ha un punteggio di 49 su 100 basato sul parere di 9 critici.